# Newell (Dakota du Sud)
Pour les articles homonymes, voir Newell.
Newell est une municipalité américaine située dans le comté Butte, dans l'État du Dakota du Sud. Selon le recensement de 2010, elle compte 603 habitants. La municipalité s'étend sur 1,01 milles carrés (2,62 km2).
Fondée en 1910, la ville doit son nom à l'ingénieur F. H. Newell.

## Démographie
| 1920 | 1930 | 1940 | 1950 | 1960 | 1970 |
| ---- | ---- | ---- | ---- | ---- | ---- |
| 14   | 547  | 683  | 784  | 797  | 664  |

| 1980 | 1990 | 2000 | 2010 | - | - |
| ---- | ---- | ---- | ---- | - | - |
| 638  | 675  | 646  | 603  | - | - |